# Jesus inmitten der Kinder des Dorfes (Aubepierre)

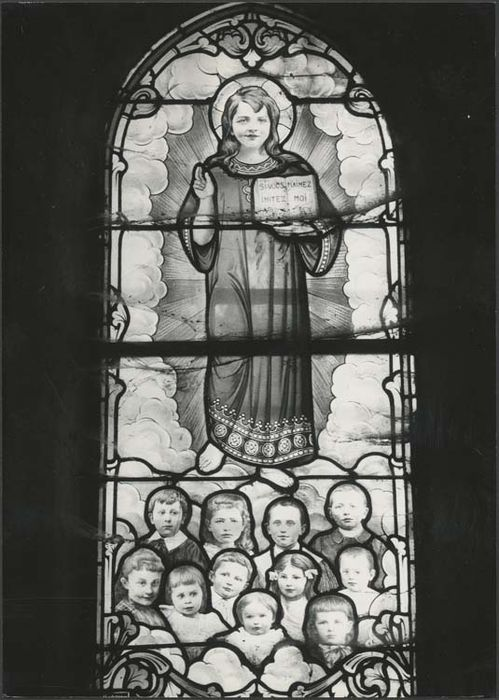
Fenster Jesus inmitten der Kinder des Dorfes in der Kirche St-Christophe von Aubepierre

Das Fenster Jesus inmitten der Kinder des Dorfes (Jésus parmis les enfants du village) in der Kirche St-Christophe von Aubepierre, einem Dorf der französischen Gemeinde Aubepierre-Ozouer-le-Repos im Département Seine-et-Marne in der Region Île-de-France, wurde im ersten Viertel des 20. Jahrhunderts geschaffen. 
Im Jahr 1982 wurde das Bleiglasfenster als Monument historique in die Liste der geschützten Objekte (Base Palissy) in Frankreich aufgenommen.
Das 1,40 Meter hohe Fenster zeigt Jesus von Nazaret als Knaben, wie er mit der rechten Hand die Kinder des Dorfes segnet. In der linken Hand hält er ein aufgeschlagenes Buch mit der Inschrift: „SI VOUS M’AIMEZ – IMITEZ MOI“ (Wenn ihr mich liebt, ahmt mich nach). Die elf gezeichneten Kinderköpfe stellen damalige Kinder des Dorfes dar. 
Die Inschrift links unten bezeichnet die Werkstatt des Herstellers. Sie lautet: „Société artistique de peinture sur verre - 96 - rue ND des Champs - Paris“. Die Werkstatt gehörte vermutlich der Familie Champigneulle, die im 20. Jahrhundert an der Rue Notre-Dame des Champs Nr. 96 in Paris ansässig war.